# Avenir Basket Berck Rang-du-Fliers
Actualités
L'Avenir Basket Berck Rang-du-Fliers - Côte d'Opale Sud est un club français de basket-ball fondé en 1929 sous le nom de l'Association sportive de Berck et représentant la ville de Berck et la commune voisine de Rang-du-Fliers. Il a connu ses heures de gloire dans les années 1970 en connaissant une montée fulgurante en passant en cinq ans du championnat fédérale au titre de champion de France. Le club gagne deux titres de champion de France en 1973 et 1974 et joue deux demi-finales de Coupe d'Europe des clubs Champions en 1974 et 1975. Après avoir quitté l'élite dans les années 1980, le club est remonté successivement pour évoluer en Nationale 2 puis Nationale 1 à compter de la saison 2015-2016 pour finalement redescendre en Nationale 2 dès la saison suivante. Le club remonte en Nationale 1 pour la saison 2022-2023.

## Historique

### Avant la Nationale 1
Le club est fondé en 1929 sous le nom de l'Association sportive de Berck par l'abbé Vandewalle qui avait pour adage « Vous servez plus Dieu sur les terrains que dans les églises ». À sa mort, ses anciens élèves reprirent le club après la Libération. En 1951, il remporte le Championnat Maritime Honneur avant de redescendre en 1953. Le club remonte en 1961, il y reste jusqu'à la saison 1966 où il monte en fédérale. L'année suivante, le club voit arriver les frères Galle, Jean et Pierre respectivement comme entraîneur et meneur de jeu. Ils vont insuffler une nouvelle dynamique au club et monter dès 1968 en Nationale 2 et remporter la Coupe de France UFOLEP. Le club ne passe qu'une seule saison en Nationale 2 puisqu'il monte en Nationale 1 à l'issue de la saison et réussit l'exploit d'atteindre les demi-finale de la Coupe de France seulement éliminé par la JA Vichy.

### La comète
L'AS Berck atteint la Nationale 1 pour la première fois en 1971 et va rapidement faire son trou. Dès 1973, le club est champion de France avec des joueurs comme l'Américain Kenneth Gardner, le Franco-Hongrois Jan Racz ou encore le pivot Bob Cheeks. Il garde son titre l'année suivante en survolant le championnat, terminant seize points devant le deuxième, le SCM Le Mans, avec une moyenne de plus de cent points inscrits par match. Pourtant en coulisse le club a des problèmes, les joueurs étant en conflit avec le président Jacques Renard à qui ils reprochent de ne pas tenir ses promesses notamment au sujet du versement des primes. Le 21 mars 1974, l'AS Berck affronte le Real Madrid en demi-finale retour de la Coupe d'Europe des clubs champions, après avoir reçu une claque lors de la manche aller (sur le score de 99 à 67). Lors du match retour, finalement perdu sur le score de 95 à 81, une partie des joueurs refusent de jouer, obligeant même l'entraîneur Jean Galle à participer à la rencontre. Le club ne se remettra pas de cette grève et quelques grands joueurs le quittent dès la fin de la saison. Au bord du gouffre financièrement il change de nom en 1975 pour le Berck Basket Club, mais arrive quand même à atteindre les demi-finales de la Coupe d'Europe des clubs champions où il affronte et perd contre l'Ignis Varèse. Lors de ces deux éditions européennes, Berck finit troisième grâce au goal-average. Le club parvient à se maintenir dans l'élite jusqu'en 1980.

## Palmarès
- Championnat de France 1re Division : 1973, 1974
- Coupe de France UFOLEP : 1968
- Championnat de France Fédéral : 1968
- Champion de France ESPOIRS Nationale 1 B 1989
- Championnat de France Nationale 3 : 2011
- Vainqueur du trophée coupe de France   : 2017

## Personnalités importantes du club
Personnalités importantes du club

### Entraîneur
- Jean Galle

### Président
- Maillard
- Jacques Renard
- Bernard Vast